# Andrej Jepisjin
Andrej Sergejevitsj Jepisjin (Russisch: Андрей Сергеевич Епишин) (Zjoekovski, 10 juni 1981) is een Russische sprinter. Hij werd viermaal Russisch kampioen op de 60 m, driemaal op de 100 m en nam tweemaal deel aan de Olympische Spelen.
Jepisjin won een bronzen medaille op de 4 x 100 m estafette tijdens de Universiade van 2003. Op de Olympische Spelen van 2004 in Athene wist hij niet verder te komen dan een vijfde plaats in de series. Hij vertegenwoordigde Rusland ook als lid van de 4 x 100 m estafetteploeg, maar de Russische estafettelopers eindigden als laatsten in hun serie. In het jaar erop werd hij vijfde op het EK indoor en won zilver op de Universiade in İzmir.
Op het WK indoor 2006 behaalde Andrej Jepisjin de zilveren medaille op de 60 m sprint in een persoonlijk en nationaal record. Tijdens de Europese kampioenschappen atletiek 2006 behaalde hij de zilveren medaille op de 100 m in een tijd van 10,10 s.
Twee jaar later was hij er op het WK indoor in Valencia opnieuw bij en haalde hij op de 60 m de finale. Hierin werd hij achtste. Later dat jaar nam hij deel aan de Olympische Spelen van Peking, waar hij op de 100 m ditmaal één ronde verder kwam dan in Athene: hij werd zesde in de kwart-finale.
Jepisjin is aangesloten bij Dynamo Moskou. Hij wordt getraind door zijn vader Sergej.

## Titels
- Russisch kampioen 60 m (indoor) - 2003, 2004, 2005, 2006
- Russisch kampioen 100 m - 2004, 2005, 2006

## Palmares

### 60 m
- 2003:  EK indoor cup - 6,70 s
- 2005: 4e EK indoor - 6,65 s
- 2006:  WK indoor - 6,52 s
- 2008:  Europese Indoorcup - 6,62 s
- 2008: 8e WK indoor - 6,70 s

### 100 m
- 2005:  Universiade - 10,43 s
- 2006: 7e Wereldbeker - 10,27 s
- 2006:  EK - 10,10 s
- 2006: Europacup - 10,19 s
- 2008: 6e ¼ fin. OS - 10,25 s